# Jusqu'à ce que la mort vous sépare
Pour plus de détails, voir Fiche technique et Distribution.
Jusqu'à ce que la mort vous sépare (Bis daß der Tod euch scheidet) est un drame est-allemand réalisé par Heiner Carow, sorti en 1979.
Ayant attiré 850 000 spectateurs dans les salles, ce film centré sur les relations de couple, l'infidélité, les violences conjugales, le statut de la mère et l'accusation infamante de mère corbeau, a suscité de nombreux débats dans la population est-allemande.

## Fiche technique
- Titre original : Bis daß der Tod euch scheidet
- Titre français : Jusqu'à ce que la mort vous sépare[3],[4]
- Réalisateur : Heiner Carow
- Scénario : Heiner Carow, Günther Rücker (de)
- Photographie : Jürgen Brauer (de)
- Montage : Evelyn Carow (de)
- Musique : Peter Gotthardt (de)
- Sociétés de production : Deutsche Film AG
- Pays de production :  Allemagne de l'Est
- Langue de tournage : allemand
- Format : Couleur Orwo - 1,66:1 - Son mono - 35 mm
- Durée : 100 minutes (1h40)
- Genre : Drame
- Dates de sortie :
  - Allemagne de l'Est : 17 mai 1979
  - Hongrie : 7 janvier 1982

## Distribution
- Katrin Saß : Sonja
- Martin Seifert (de) : Jens
- Angelica Domröse : la sœur de Jens
- Renate Krößner : Tilli
- Horst Schulze (de) : le responsable du magasin
- Werner Godemann (de) : le brigadier
- Henny Müller : la mère de Sonja
- Alfred Struwe : le beau-frère de Jens